# San Sepolcro (Milánó)
A San Sepolcro egy milánói templom.

## Története
A templom az egykori római fórum helyén épült fel 1030-ban Benedetto Ronzone, a milánói kincstárnok és családja saját használatára. 1100-ban Anselmo da Bovisio milánói érsek az lombard kereszteslovagok tiszteletére nevezte el a jeruzsálemi Szent Sírról (San Sepolcro). A két harangtorony a 12. század során épült meg. 1605-ben Federico Borromeo parancsára Aurelio Trezzi barokkosította. Az eredeti, román stílusú homlokzatot a 19. század végén állította helyre Gaetano Moretti és Cesare Nava. A templombelső a mai napig megőrizte barokkos stílusjegyeit. Az átriumot Francesco Maria Richini építette. A kápolnákat Carlo Bellosio freskói díszítik. A templomot 1928-ban megvásárolta az Ambrosiana-könyvtár így elveszítette vallásos jellegét. A templom alatti kripta padlóját római időkből származó márványlapok borítják.